# Sonate K. 218
La sonate K. 218 (F.166/L.392) en la mineur est une œuvre pour clavier du compositeur italien Domenico Scarlatti.

## Présentation
La sonate en la mineur K. 218, notée Vivo, est un perpetuum mobile particulièrement volubile, lié à la sonate précédente.

## Manuscrits
Le manuscrit principal est le numéro 13 du volume III (Ms. 9774) de Venise (1753), copié pour Maria Barbara ; les autres sont Parme IV 28 (Ms. A. G. 31409), Münster V 58 (Sant Hs 3968) et Vienne A 42 (VII 28011 A).

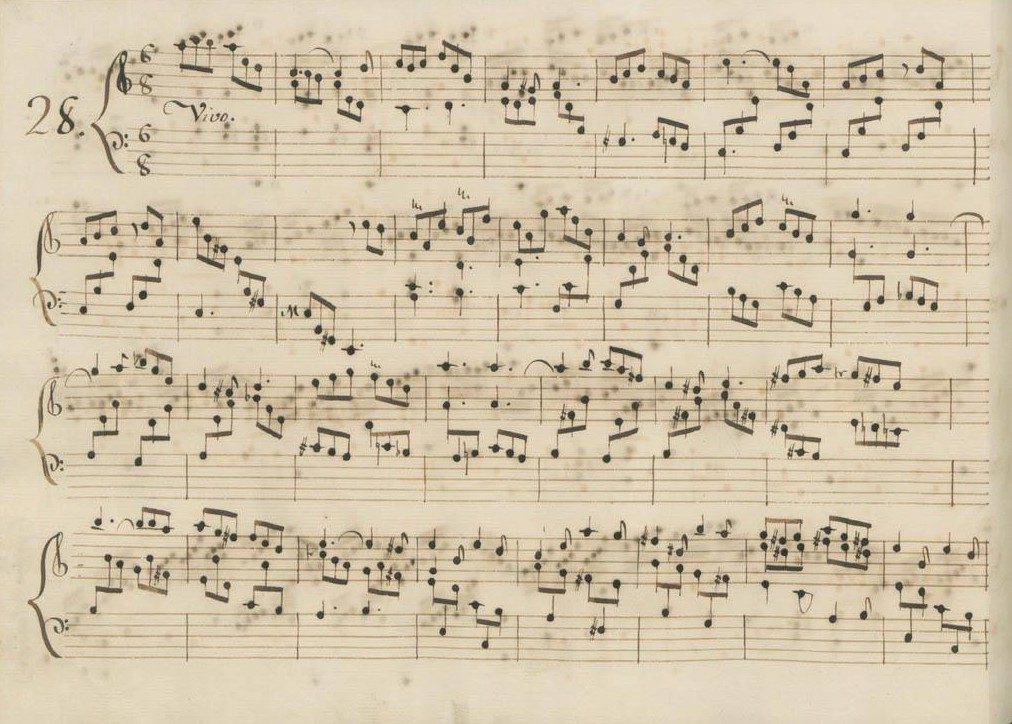
Parme IV 28.
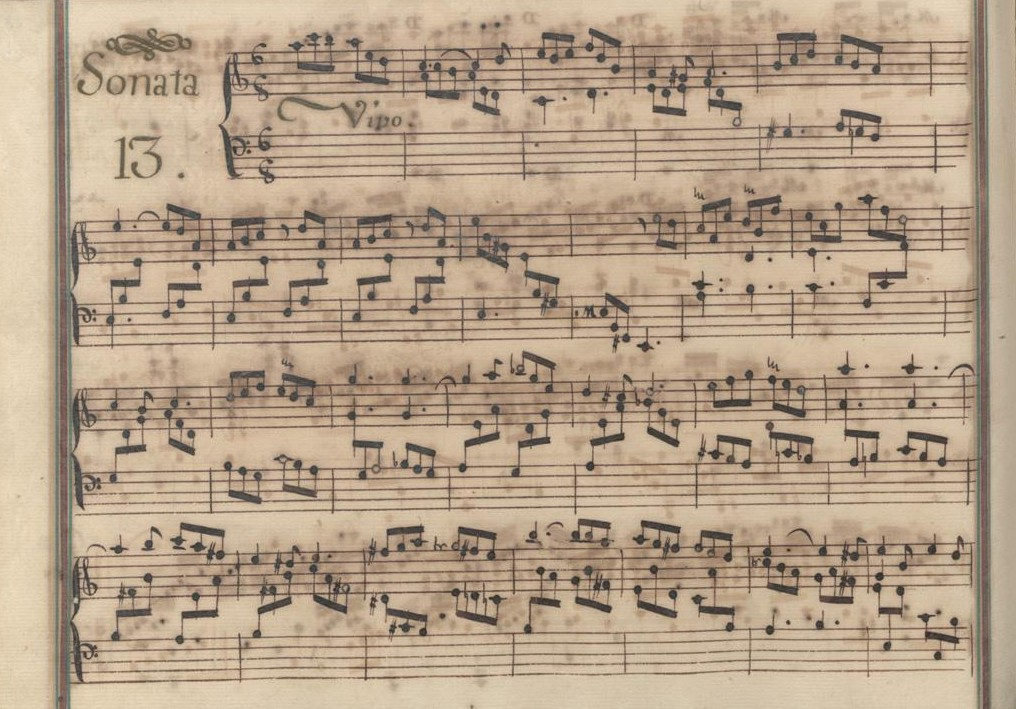
Venise III 13.

## Interprètes
La sonate K. 218 est peu jouée. Au piano, elle est enregistrée notamment par Carlo Grante (Music & Arts, vol. 2) et au clavecin, par Scott Ross (Erato, 1985), Pieter-Jan Belder (Brilliant Classics) et Francesco Corti (nl) (2024, Arcana).

## Sources
: document utilisé comme source pour la rédaction de cet article.
- Ralph Kirkpatrick (trad. de l'anglais par Dennis Collins), Domenico Scarlatti, Paris, Lattès, coll. « Musique et Musiciens », 1982 (1re éd. 1953 (en)), 493 p. (ISBN 978-2-7096-0118-4, OCLC 954954205, BNF 34689181).
- Alain de Chambure, « Domenico Scarlatti : Intégrale des sonates — Scott Ross », p. 196, Erato (2564-62092-2), 1985 (OCLC 891183737) .